# Dark Souls (série)
Dark Souls é uma série de jogos eletrônicos do gênero RPG de ação e fantasia sombria, criada e desenvolvida pela FromSoftware, e publicada pela Bandai Namco Entertaiment.  Começou com o lançamento de Dark Souls (2011) seguido por duas continuações, Dark Souls II (2014) e Dark Souls III (2016). A série foi criada por Hidetaka Miyazaki e recebeu elogios de críticas positivas, com o seu alto nível de dificuldade sendo um dos tópicos mais discutidos, enquanto o primeiro Dark Souls é frequentemente citado como um dos melhores jogos de todos os tempos. Até 2023, a série exportou mais de 35 milhões de cópias para fora do Japão. Outros jogos da FromSoftware, incluindo Demon's Souls, Bloodborne, Elden Ring e Sekiro: Shadows Die Twice, compartilham vários conceitos e são geralmente considerados como Soulslikes.

## Ambiente
O jogo se passa em um ambiente de fantasia medieval sombrio, onde o personagem do jogador luta contra cavaleiros, dragões, fantasmas, demônios, e outras entidades monstruosas ou sobrenaturais. O acréscimo, perda, e recuperação de almas são o foca da narrativa e jogabilidade dos jogos Dark Souls. Os jogos estão ligados pelo seus ambientes e uma abrangente narrativa cíclica focada em fogo, e também estão ligados através de temas e elementos comuns, incluindo interações com fantasmas e batalhas com demônios. No final de cada jogo, os personagens podem reacender a "primeira chama" ou deixar ela apagar, uma escolha recorrente que outros já fizeram antes.

## Jogabilidade
Os jogos Dark Souls são jogados na perspectiva de terceira pessoa, e focam na exploração dos ambientes interligados enquanto lutam contra inimigos com armas e magia. Jogadores lutam com chefes para progredir na história, enquanto interagem com personagens não jogáveis (NPCs). O protagonista de cada Dark Souls pode variar em gênero, aparência, nome, e classe inicial pela criação de personagem. Jogadores podem escolher entre classes, incluindo cavaleiros, bárbaros, ladrões e magos. Cada classe tem seu equipamento inicial e habilidades que podem ser personalizados para a experiência e escolhas do jogador ao progredir. O jogador ganha almas através de batalhas no jogo que funcionam como pontos de experiência e moeda de troca para comprar itens. O ganho de almas normalmente é proporcional a dificuldade ao lutar contra certos inimigos; quanto mais difícil o inimigo, mais almas o jogador ganha ao derrota-lo.
Uma das mecânicas principais da série é como o jogo lida com progresso, morte e o desenvolvimento do jogador. Fogueiras servem como checkpoints na série, recuperando toda saúde e outros recursos críticos quando usados, mas também revivendo a maioria dos inimigos e obstáculos, fazendo as viagens de volta insustentáveis para progredir. Ao perder todos seus pontos de vida e morrer, os jogadores perdem suas almas e voltam para a última fogueira que descansaram. Se o jogador conseguir retornar onde morreu, onde está sua mancha de sangue, sem morrer de novo, ele pode recuperar todas as suas almas perdidas. Se o jogador morrer de novo antes de chegar na sua mancha de sangue, suas almas estão permanentemente perdidas. Notavelmente, usar uma fogueira manualmente e reviver em uma depois da morte tem efeitos idênticos, tirando que o jogador perde suas almas no local de sua morte, que podem ser recuperadas sem penalidade. Dessa forma o jogador é encorajado a não temer a morte, já que não perde progresso contanto que aprenda com os seus erros. Enquanto o jogador refaz seus passos, ele vai naturalmente derrotar mais inimigos, ganhar mais almas e deixar seu personagem ganhar experiência junto com ele mesmo.
Nos jogos Dark Souls a interação online é integrada a experiência de único jogador. Através das áreas do jogo, jogadores conseguem ver as ações de outros jogadores em forma de fantasmas na mesma área que podem mostrar passagens secretas ou alavancas. Quando um jogador morre, sua mancha de sangue pode aparecer no mundo de outros jogadores e quando ativada pode mostrar seu fantasma nos seus últimos momentos, indicando como aquela pessoa morreu e assim possivelmente ajudar outros jogadores online a evitar o mesmo destino. Jogadores podem deixar mensagens no chão com dicas e avisos. Multijogador pode ser engajado na forma de jogador versus jogador e jogatina cooperativa usando as mecânicas de invasão e invocação. Jogadores podem também se juntar a pactos, que servem como "facções" que podem deixar jogadores se aprofundar mais na experiência multijogador.

## Jogos publicados
| 2011 | Dark Souls                              |
| 2012 |                                         |
| 2013 |                                         |
| 2014 | Dark Souls II                           |
| 2015 | Dark Souls II: Scholar of the First Sin |
| 2016 | Dark Souls III                          |
| 2017 |                                         |
| 2018 | Dark Souls: Remastered                  |

### Dark Souls
Dark Souls é o primeiro jogo da série; e é considerado o sucessor espiritual de Demon's Souls (2009). A FromSoftware queria desenvolver uma sequência de Demon's Souls, mas sendo uma propriedade intelectual da Sony os preveniu de lançar em outras plataformas. Foi lançado em 2011 para o PlayStation 3 e Xbox 360. Em 2012, Dark Souls: Prepare to Die Edition foi lançado para Windows, PlayStation 3 e Xbox 360, incluindo o jogo base e o conteúdo para download Artorias of the Abyss. O jogo se passa no reino fictício de Lordran. Os Jogadores assumem o papel de um humano amaldiçoado que parte para descobrir o destino de humanos morto-vivos como eles. A trama de Dark Souls é contada predominantemente através de detalhes ambientais, descrições de itens dentro do jogo e dialogo com personagens não jogáveis (NPCs). Os jogadores tem que encontrar pistas e ligar os pontos para entender a historia ao invés de ser contada de forma mais tradicional, como cutscenes. Dark Souls e seu antecessor Demon's Souls ganhou reconhecimento devido ao alto nível de dificuldade da série.
Uma versão remasterizada contendo algumas melhorias gráficas e de jogabilidade, chamada de Dark Souls: Remastered, foi lançada em maio de 2018 para Windows, PlayStation 4, Xbox One, e para Nintendo Switch em 19 de outubro de 2018.

### Dark Souls II
Dark Souls II foi anunciado no final de 2012 durante o Spike Video Game Awards. É a segunda parcela da série Dark Souls, esse foi o único jogo da série que o diretor Hidetaka Miyazaki retomou sua posição, porém ainda estava envolvido na supervisão. Foi lançado em 2014 para Windows, PlayStation 3 e Xbox 360, pela FromSoftware no Japão e pela Bandai Namco Games internacionalmente. Em 2015, uma versão melhorada incluindo o conteúdo para download The Lost Crowns foi lançado para Windows, PlayStation 3, Xbox 360, o título é uma compilação do jogo original e de todo o conteúdo adicional lançado. O jogo se passa no reino de Drangleic, onde o jogador deve encontrar uma cura para a maldição dos mortos-vivos. Embora ambientado no mesmo universo do jogo anterior, não há conexão direta da história com Dark Souls.
Posteriormente, uma nova versão do jogo foi lançado para PlayStation 4 e Xbox One, sob o título Dark Souls II: Scholar of the First Sin com as últimas duas plataformas recebendo versões físicas no mercado. O jogo se passa no reino de Drangleic, onde o jogador deve encontrar uma cura para a maldição do morto-vivo. Apesar de se passar no mesmo universo que o jogo anterior, não há uma conexão direta com a historia do primeiro Dark Souls.

### Dark Souls III
Dark Souls III foi lançado em 2016 para Windows, PlayStation 4 e Xbox One. A jogabilidade tem um ritmo mais rápido que os jogos anteriores da série Souls, o que foi atribuído em parte pela jogabilidade de Bloodborne. O jogo se passa no reino de Lothric, onde o jogador deve acabar com o ciclo de reacender a Chama. Em 2017, a versão completa incluindo o jogo base e suas duas expansões (Ashes of Ariandel e The Ringed City) foi lançada, sob o titulo Dark Souls III: Fires Fades Edition. Dark Souls III foi um sucesso tanto critico como comercial, com os críticos descrevendo como uma conclusão digna e adequada para a série. Vendeu mais de 10 milhões de cópias até 2020, o que fez ser o jogo mais rapidamente vendido na historia da Bandai Namco naquele momento (até ser superado por Elden Ring). Em 2015, Miyazaki disse que Dark Souls III provavelmente seria o último da série, já que a FromSoftware escolheu, no futuro, trabalhar com novos jogos de propriedades intelectuais não relacionadas.

## Outras Mídias
Uma história em quadrinhos pela Titan Comics foi publicada juntamente com o lançamento de Dark Souls III em 2016. Uma campanha no Kickstarter para um jogo de tabuleiro pela Steamforged Games, Dark Souls: The Board Game, também foi anunciada na mesma época. A campanha foi financiada em menos de três minutos de sua abertura e o produto foi lançado em abril de 2017.
Em fevereiro de 2017, a musica da série, composta por Motoi Sakuraba, foi tocada por uma orquestra ao vivo na sala de concertos Salle Pleyel em Paris. Em setembro daquele ano, uma edição limitada de um conjunto de vinyl incluindo as trilhas sonoras dos três jogos foi lançada na Europa. No Japão, um conjunto incluindo as versões melhoradas dos três jogos para PlayStation 4, as trilhas sonoras de cada, bibliocantos, impressões de arte, e dicionários detalhando cada item do jogo foi lançado em 24 de maio de 2018.

## Jogos Relacionados

### Demon's Souls
Lançado em 2009 para o PlayStation 3, Demon's Souls é considerado o predecessor espiritual da série Dark Souls. Também foi descrito como sucessor espiritual da série de jogos King's Field, ao mesmo tempo que já foi descrito como uma entidade separada "guiada por conceitos diferentes de design de jogo central." Também inspirou-se em jogos eletrônicos como Ico, The Legend of Zelda, e Otogi: Myth of Demons  da FromSoftware, e também em mangás como Berserk, Saint Seiya e JoJo's Bizarre Adventure.
Ao contrário de seus sucessores, Demon's Souls usa um sistema de hub central conhecido como o "Nexus" para subir de nível, reparar equipamento, ou comprar certos itens, antes de se aventurar em um dos cinco mundos conectados. A funcionalidade de "Tendência de Mundo" também é exclusiva a Demon's Souls, onde a dificuldade de explorar um mundo é dependente de quantos chefes morreram, e como o jogador morreu. A jogabilidade envolve o sistema de criação de personagens e tem ênfase em saquear inimigos através de combate em localidades variadas de forma não linear. O jogo tinha um sistema de multijogador online integrado no modo de jogador único, no qual jogadores podiam deixar mensagens e avisos para jogadores em outros mundos, assim como unir-se a outros jogadores para ajudar e/ou mata-los. Depois que a FromSoftware estendeu o ciclo de vida dos servidores, com data de desligamento original em 2011, o componente multijogador foi finalmente desligado em 2018.

### King's Field
A série King's Field, também desenvolvida pela FromSoftware, é considerada a predecessora espiritual da série. Estreando em 1994 com King's Field para o PlayStation seguido de três continuações.

### Outros
Em fevereiro de 2016, a Bandai Namco Entertaiment em parceria com a distribuidora americana GameStop lançou Slashy Souls, um jogo mobile grátis de corrida sem fim, para promover Dark Souls III. O jogo foi apresentado no estilo de arte pixel e compartilha do nível de dificuldade da série. O jogo recebeu criticas altamente negativas, com revisores como Chris Carter do Destructoid e Jim Sterling ambos dando ao jogo uma nota de 1/10.

## Recepção

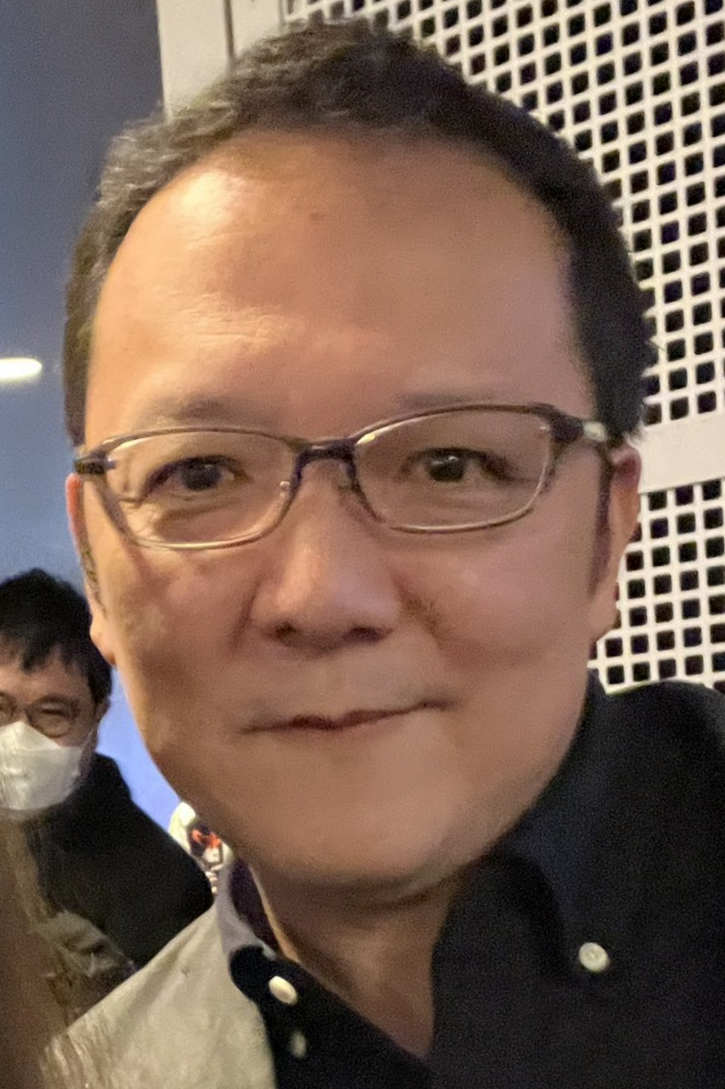
Hidetaka Miyazaki, criador da série e diretor de Dark Souls e Dark Souls III

A série Dark Souls foi recebida com elogios de crítica, com o primeiro jogo sendo citado com frequência como um dos melhores jogos de todos os tempos.
A mecânica de "mancha de sangue" foi elogiada pelos críticos. David Craddock da Shacknews a chamou de um dos fundamentos centrais da série. Ele declarou que a punição mais severa que alguém pode receber em um jogo Souls é "não morrer uma vez, e sim duas." GamesRadar+ declarou que manchas de sangue, com a combinação do sistema de mensagens de Demon's Souls, são uma "graciosa e elegante forma de deixar os jogadores guiarem uns aos outros sem a necessidade de palavras", e disse que "raramente o preço do fracasso foi balanceado de forma tão precária e arriscada" como ser forçado a recuperar sua mancha de sangue.
O conceito de fogueiras também foi elogiado. Matthew Elliott do GamesRadar+ descreveu as fogueiras como um símbolo poderoso de alívio, e "um coquetel carregado de progresso, exaustão e alegria", sendo assim, enquanto outros jogos despertam emoções com seus checkpoints, nenhum outro jogo o faz de forma tão eficiente. Vice descreveu as fogueiras como "geniais" que "reinventou os checkpoints" e permitiu que o jogador refletisse no seu progresso.

### Vendas e Legado
A série Dark Souls vendeu 35.18 milhões de copias fora do Japão até março de 2023. Dark Souls III quebrou o recorde de vendas no lançamento, vendendo mais de 3 milhões de cópias mundialmente até Maio de 2016 e era o jogo com vendas mais rápidas da Bandai Namco até ser superado por Elden Ring em 2022.
O gênero Soulslike foi inspirado pelas características comuns da série, resultando em muitos jogos com mecânicas similares.. Outros jogos da FromSoftware dirigidos por Miyazaki, como Demon's Souls, Bloodborne, Sekiro: Shadows Die Twice, e Elden Ring, compartilham muitos dos mesmos conceitos Souls e são frequentemente associados com a série e agrupados sob o rótulo "Soulsborne".
A série foi citada como influencia de várias funções da PlayStation Network, incluindo mensagens assíncronas, rede social, e compartilhamento de vídeos, e também o show de televisão Stranger Things.